# Elfenastrild
Der Elfenastrild (Brunhilda erythronotos, Syn.: Estrilda erythronotos) auch Rotrückenastrild oder Rotrückiges Schwarzbäckchen genannt, ist eine afrikanische Art aus der Familie der Prachtfinken. Es werden mehrere Unterarten für diese Art unterschieden. Die Art wird gelegentlich in Europa auch als Ziervogel gehalten, auch wenn die Haltung als nicht einfach gilt. 

## Beschreibung
Der Elfenastrild erreicht eine Körperlänge von zwölf bis dreizehn Zentimeter. Der Kopf ist schwarz gefiedert mit einer düstergrauen Kopfplatte. Beim Männchen sind auch Bauch und Unterschwanzdecken schwarz. Der Bürzel und die Oberschwanzdecken sind lebhaft karmesinrot. Die kleinen Flügeldeckfedern, die großen und mittleren Flügeldecken, die inneren Armschwingen sowie der Rücken sind weißlichgrau mit einer schwärzlichen Querbänderung. Die Körperseiten sind karminrot. Die übrige Körperseite ist hell aschgrau und leicht rot übertönt. Auch die Unterseite ist fein dunkel quergewellt. Der Schnabel ist schwärzlich und hellt zur Basis in ein Blaugrau auf. 
Das Weibchen ist etwas matter gefärbt und weist weniger Rot an den Körperseiten auf. Den Jungvögeln fehlt die dunkle Querbänderung außer an den Flügeldecken und den Schwingen. Das Rot des Bürzels ist bei ihnen noch matt.

## Verbreitung und Lebensweise
Das Verbreitungsgebiet des Elfenastrilds umfasst zwei räumlich weit getrennte Regionen in Ostafrika und dem Süden Afrikas. Sie kommen im Südwesten Angolas und dem Norden und im Landesinneren von Namibia vor und erreichen den Südwesten Sambias. Vom Westrand Simbabwes kommen sie bis in den Nordwesten der Kapprovinz vor. Das zweite Verbreitungsgebiet ist Ostafrika vom Innenland Tansanias und dem Südwesten Ugandas bis zum Ostufer des Albertsees. Im Süden Kenias reicht ihr Verbreitungsgebiet vom Ostufer des Victoriasees bis zum Gebiet östlich des Kilimandscharos. 
Der Lebensraum des Elfenastrilds ist die trockene Dornbuschsavanne mit hohen Bäumen sowie Ufervegetation. Sie sind sehr scheue Vögel und halten sich meist im dichten Gebüsch auf. Zur Nahrungssuche kommen sie auch auf den Boden. Die Nahrung besteht aus Sämereien vor allem von Korbblütlern und Wildkräutern. Er frisst außerdem Akazienblüten sowie süße Früchte. Dabei verzehrt er auch die darauf vorhandenen Insekten.
Der Kontaktruf beider Geschlechter ist ein lang gezogenes tjuit; der Gesang des Männchens besteht aus einer Folge gezwitscherter Laute. Die Brutzeit variiert in Abhängigkeit vom Verbreitungsgebiet. So brüten Elfenastrilde in KwaZulu-Natal im Zeitraum November bis April. In Tansania dagegen in der zweiten Hälfte der Regenzeit von Februar bis April. Die Nester werden hoch über den Erdboden in dicht belaubten Akazien errichtet. Besonders häufig sind Nester in Schirmakazien zu finden. Das Nest ist birnenförmig und enthält eine lange, zum Boden weisende Einschlupfröhre mit einem sogenannten Hahnennest obenauf. Dieses soll Feinde vom eigentlichen Nest ablenken. Das Gelege umfasst vier bis sechs Eier. Die Jungvögel schlüpfen nach einer Brutzeit von 14 Tagen und sind mit 20 Tagen flügge.

## Haltung
Elfenastrilde gelangten erstmals im Jahre 1908 auf den Vogelmarkt. Sie wurden jedoch noch in den Jahren zwischen den beiden Weltkriegen nur selten eingeführt. Mittlerweile sind Elfenastrilde verhältnismäßig regelmäßig im Handel. Insbesondere importierte Vögel sind außerordentlich licht- und wärmebedürftig. Sie sind sehr friedfertige Vögel, die sich für eine Gemeinschaftshaltung mit anderen Arten in Volieren eignen. Sie können in guter Haltung sehr alt werden. Ein im Münchner Tierpark Hellabrunn gehaltenes Individuum wurde elf Jahre alt.

### Einzelbelege
1. ↑   Nicolai et al., S. 273